# Балончери, Адольфо
Адо́льфо Балонче́ри, Адольфо Балончьери (итал. Adolfo Baloncieri; 27 июля 1897, Алессандрия — 23 июля 1986, Генуя) — итальянский футболист и тренер. Выступал на позиции нападающего. Долгое время был капитаном сборной Италии. Автор 100-го гола в истории сборной Италии. Бронзовый призёр Олимпийских игр 1928.

## Карьера
Адольфо Балончери — воспитанник клуба «Алессандрия». С 1919 года он начал выступать за основной состав команды в центре полузащиты вместе с Карло Каркано. Его первой игрой за клуб стал гостевой матч с Новарой 12 октября 1919 года, в котором Алессандрия победила 1:0.
В 1925 году он покинул ряды «Алессандрии» и перешёл в «Торино», заплатившее за переход игрока 70 тыс. лир. С туринским клубом он достиг наибольших успехов в карьере, выиграв два чемпионата Италии, один из которых был отменён. В «Торино» Боланчери, вместе с Хулио Либонатти и Джино Россетти три нападения команды, прозванное «чудесное трио» за то что они втроём в сезоне 1928/1929 забили 117 голов 33 матчах. Завершил карьеру Балончери в клубе «Комензе» в 1933 году.
В составе сборной Италии Балончери дебютировал 13 мая 1920 года со сборной Голландии, завершившийся вничью 1:1. В составе национальной команды он участвовал на 3-х Олимпиадах, в 1920, где он провёл 3 игры и забил гол, в 1924, вновь Балончери провёл 3 игры и забил гол, и 1928 годах, где Италия выиграла бронзовые медали, а Балончери стал лучшим бомбардиром команды и вторым бомбардиром турнира, забив 6 голов в 5-ти играх. Всего на Олимпийских играх Балончери забил 8 голов в 11-ти матчах, заняв по этому показателю 9-е место на всех довоенных Олимпийских футбольных турнирах. Кроме этого, 30 января 1927 года в матче со сборной Швейцарии Балончери забил 100-й мяч в истории итальянской национальной команды, в той же игре он забил ещё два раза, сделав 4-й хэт-трик в истории «Скуадры Адзурры»; тот матч Италия выиграла 5:1. В 1930 году Балончери победил в Кубке Центральной Европы, в этом турнире лучшими бомбардирами стали его партнёры по «Торино», Либонатти и Россетти. Последний матч за сборную Балончери провёл 22 июня 1930 года с Испанией. Всего за сборную он провёл 47 матчей, из которых в 28 играх выводил сборную на поле с капитанской повязкой.
Завершив карьеру игрока, Балончери стал тренером. Его тренерская карьера началась в 1931 году с молодёжного состава клуба «Торино». Затем он работал во множестве команд, самой знаменитой из которых стал «Милан», который под его руководством провёл 116 матчей.

## Достижения
- Чемпион Италии: 1928
- Обладатель Кубка Центральной Европы: 1930